# Organisation mondiale du commerce
Pour les articles homonymes, voir OMC (homonymie) et WTO.
- Membres de l'OMC
- Membres de l'OMC et de l'UE
- Observateurs
- États non-membres
- Non applicable

L'Organisation mondiale du commerce (OMC ; en anglais : World Trade Organization, WTO, en espagnol : Organización Mundial del Comercio, OMC) est une organisation internationale qui s'occupe des règles régissant le commerce international entre les pays. Au cœur de l'organisation se trouvent les accords de l'OMC, négociés et signés en avril 1994 à Marrakech par la majeure partie des puissances commerciales du monde et ratifiés par leurs assemblées parlementaires. L'OMC a pour but principal de favoriser l'ouverture commerciale. Pour cela, elle tâche de réduire les obstacles au libre-échange, d'aider les gouvernements à régler leurs différends commerciaux et d'assister les exportateurs, les importateurs et les producteurs de marchandises et de services de tous les pays adhérents à l’OMC, dans leurs activités.
Depuis 2001, le cycle de négociation mené par l'OMC est le cycle de Doha. Bien que l'OMC ne soit pas une agence spécialisée de l'ONU, elle entretient des liens avec cette dernière. Le siège de l'OMC est au Centre William-Rappard, à Genève. Depuis le 1er mars 2021, sa directrice générale est Ngozi Okonjo-Iweala.

## Histoire

### Accord général sur les tarifs douaniers et le commerce (GATT): 1945-1994

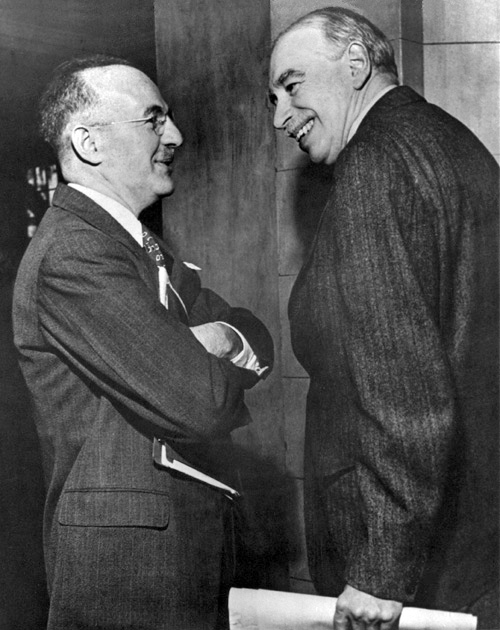
Les économistes Harry White (à gauche) et John Maynard Keynes à la conférence de Bretton Woods en 1944.

L'OMC est née le 1er janvier 1995, mais le système commercial qu'elle représente a presque un demi-siècle de plus.
Le 18 février 1946, le Conseil économique et social des Nations unies convoque une conférence internationale sur le commerce et l'emploi. La Conférence a lieu à La Havane (Cuba) du 21 novembre 1947 au 24 mars 1948. Elle a arrêté le texte de la charte de La Havane instituant une Organisation internationale du commerce (OIC). La charte de La Havane n'est cependant pas ratifiée par le sénat américain à cause d'un changement de majorité politique entre-temps, néanmoins les négociations continuent quelque temps.
En parallèle, des négociations commerciales sont lancées en 1946 par 23 États, qui porte sur 45 000 réductions tarifaires, soit près d'un cinquième du commerce mondial de l'époque. L'ensemble de ces négociations et des protections liées inspirées de la charte de La Havane, prend le nom d'Accord général sur les tarifs douaniers et le commerce (GATT). Cet ensemble entre en vigueur en janvier 1948. La charte de La Havane et l'Organisation internationale du commerce sont abandonnées en 1950. Ainsi le GATT est un système qui devait être temporaire mais qui s'est pérennisé.
L'accord général a rapidement donné naissance à une organisation internationale officieuse, existant de fait et aussi dénommée officieusement GATT, qui a évolué au fil des ans à travers plusieurs cycles (ou rounds) de négociation. Quand le cycle d'Uruguay touchait à sa fin, une grande partie des États, soit faisait déjà partie du GATT, soit était plus ou moins en voie de l'intégrer.
Le GATT restait à cette époque un système politique basé sur la notion de contrat et non une véritable organisation internationale, avec peu de structure (un seul organe permanent - le secrétariat à Genève), pas de personnalité juridique internationale, des dérogations trop nombreuses, ce qui finalement revenait pour les États contractants à adhérer à un « GATT à la carte » en fonction de leurs intérêts du moment et, parfois, à s'abstenir de respecter les principes directeurs (comme la clause de la « nation la plus favorisée ») au gré des orientations politiques et commerciales nationales. Cependant le GATT a contribué à fortement diminuer les droits de douane sur les marchandises qui passèrent en moyenne, en un demi-siècle, de 40 % en 1948 à 6 % à la fin du cycle d'Uruguay.

### Création: 1993-1995

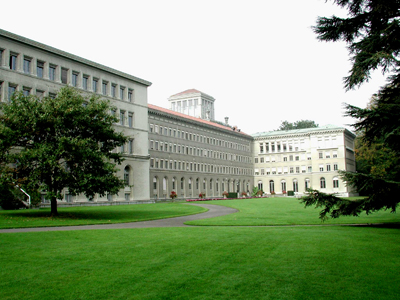
Centre William Rappard, siège de l'OMC à Genève, Suisse.

La transformation du GATT en institution a été proposée en 1990 par John H. Jackson, un professeur de droit américain, puis reprise par le Canada et l'Union européenne la même année, en parallèle de la fin de la guerre froide, permettant un enthousiasme nouveau pour le multilatéralisme via les institutions internationales. Dans le même temps, les États-Unis n'étaient pas ou peu favorables à sa création, attitude liée notamment à l'opposition du congrès à l'OIC en 1948. Ils jouent cependant un rôle déterminant lors des négociations de la création de l'OMC et l'intégration de la question des services et de la propriété intellectuelle, question portée par les États-Unis, permet d'avoir son approbation. Le Japon est également peu favorable à la création de l'OMC, alors que le Mexique y est favorable. La création de l'OMC est liée fortement à la question de l'amélioration de la procédure d'arbitrage des différends. Le nom de la nouvelle institution a fait l'objet également de discussions entre "Organisation mondiale du commerce" et "Organisation multilatérale du commerce". Les négociations sur la création de l'OMC ont été menées par Julio Lacarte, un diplomate uruguayen, qui a mené le "projet Dunkel" appelé d'après le nom du secrétaire général du GATT de l'époque Arthur Dunkel. En 1993, Peter Sutherland est devenu le secrétaire général du GATT, chargé notamment de finir les négociations du cycle d'Uruguay. Il a notamment décrété une date butoir pour les négociations pour le 15 décembre 1993.
L'acte final du cycle d'Uruguay est adopté le 15 décembre 1993 à Genève et signé à Marrakech le 15 avril 1994. Il entre en vigueur le 1er janvier 1995.
L'OMC couvre les accords passés dans le cadre du GATT depuis 1947 et les résultats des négociations commerciales multilatérales de l'Uruguay Round. L'OMC reprend également les locaux du GATT à Genève. Outre l'accord instituant l'Organisation mondiale du commerce, l'acte final comporte vingt-huit accords dont un accord sur les mesures non tarifaires, l'agriculture via l'accord sur l'agriculture, les services via l'Accord général sur le commerce des services, la propriété intellectuelle via l'Accord sur les aspects des droits de propriété intellectuelle qui touchent au commerce et sur les investissements via les mesures concernant les investissements et liées au commerce,.
L'accord de Marrakech induit la suppression des accords multifibres, après un délai de 10 ans, par la réintégration des produits textiles aux principes généraux du GATT, ainsi que l'intégration partielle des biens agricoles à ces principes. L'accord interdit également explicitement les accords d'autolimitation des exportations et d'importations volontaires,. Il vise plus globalement à faire respecter la clause de la nation la plus favorisée. Certains domaines restent malgré tout marqués par des exceptions, comme l'industrie aéronautique, les marchés publics ou l'agriculture.
La création de l'OMC modifie également la question de l'arbitrage des différends, qui n'est plus à l'amiable, sans réelle sanction, avant l'OMC, mais nécessite alors l'accord des deux parties pour être interrompu. La question de l'arbitrage supranational acquiert avec l'OMC une importance politique majeure, qu'elle n'avait pas avant. Les États-Unis sous la présidence de Bill Clinton ont notamment été obligés de mettre en place une procédure de contrôle des arbitrages par des juges fédéraux, qui auraient permis la sortie des États-Unis de l'OMC durant les premières années de l'OMC, pour obtenir l'accord du congrès américain pour l'adhésion à l'OMC.

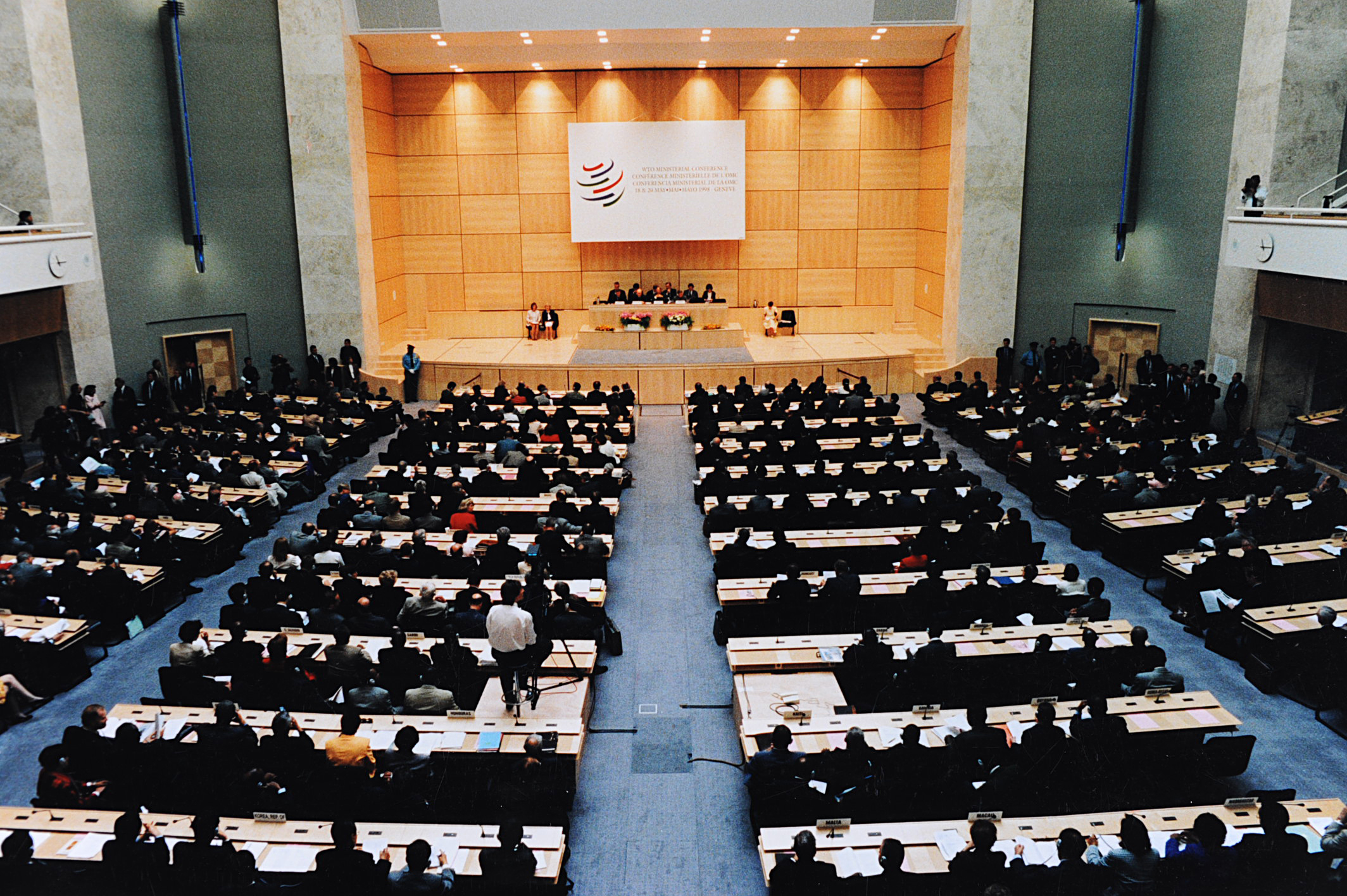
Conférence ministérielle de l'OMC de 1998, à la Place des Nations (Genève, Suisse).

### Organisation mondiale du commerce: 1995 à aujourd'hui
La première période d'activité de l'OMC après sa création qui s'étend de 1995 à 1999, voit une organisation nouvelle ambitieuse, qui arrive à trouver des accords, dans le respect des agendas qu'on lui a fixés. Les pays du Sud, les pays intermédiaires et les BRICS jouent alors un rôle croissant dans l'OMC, alors que durant l'époque du GATT, les États-Unis et l'Europe avaient un rôle prééminent.
En 1996, la première conférence ministérielle se tient à Singapour. Lors de cette première rencontre, il est décidé de créer trois nouveaux groupes de travail. Un sur le commerce et l'investissement, un sur l'interaction du commerce et de la politique de la concurrence et un sur la transparence des marchés publics. Ces sujets sont généralement désignés sous le nom de « questions de Singapour ». En 1998, la 2e conférence ministérielle se tient à Genève. Le commerce électronique est ajouté au programme de travail de l'OMC. En 1999, la troisième conférence ministérielle, à Seattle aux États-Unis, s'est conclue sur un échec, les délégations des cent trente-cinq pays membres se séparant sans lancer le « cycle du millénaire ». La conférence est particulièrement médiatisée par les Manifestations de 1999 à Seattle. La médiatisation intense de cette conférence et des manifestations en 1999, ont induit une plus forte médiatisation et une ouverture accrue de l'OMC aux ONG, dans la décennie qui s'ensuit, avant que cette médiatisation s'essouffle à partir de la conférence de 2009.
À partir de 1999, la dynamique de la création de l'OMC s'essouffle, la montée d'émergence de nouvelles puissances commerciales redistribuent les rôles dans les négociations commerciales et une large partie de l'opinion publique a une opinion négative de l'OMC, à la suite de nombreuses critiques altermondialistes, sur son manque de transparence, son approche marchande du développement des pays les plus pauvres, etc..
En 2001, la quatrième conférence ministérielle, à Doha, au Qatar, marque le début du cycle de Doha, du programme de Doha pour le développement et du lancement d'un programme de négociations sur trois ans, comprenant notamment les services. La question de l'accès des pays les plus pauvres aux médicaments s'est trouvée au centre des discussions, ce qui permet leur ralliement au principe de l'ouverture d'un nouveau cycle. En 2003, la cinquième conférence ministérielle de l'OMC, à Cancún, au Mexique, marque le second échec en quatre ans, principalement à cause de l'opposition entre grandes puissances et G22 sur le dossier agricole. Il a été marqué par une alliance entre certains pays du tiers-monde contre les projets de libéralisation des services qui étaient sur la table des négociations. Cette alliance visait à obtenir de la part des pays riches une modification de leurs politiques agricoles et a abouti, face au refus de ceux-ci, à l'échec des négociations. En 2005, la sixième conférence ministérielle de l'OMC, à Hong Kong, débouche sur un accord sur la suppression, d'ici à 2013, des subventions aux exportations agricoles. Le cycle est suspendu sine die par son président Pascal Lamy le 24 juillet 2006[réf. nécessaire].
En dehors des cycles de négociations plusieurs actions peuvent avoir lieu, comme des accords sectoriels tel que l'accord sur les technologies de l’information ou encore les adhésions des nouveaux membres. En 2001, la Chine adhère à l'OMC, sa demande d'intégration remonte à 1986. L'adhésion de la Chine a eu lieu un mois avant celle de Taïwan, qui a demandé son intégration en 1990. Cette double intégration est voulue, pour ne pas permettre de blocage d'un des deux pour l'adhésion de l'autre. Entre 1994 et 2005, les droits de douane moyen de la Chine sont passés de 34 % à 10 %. Le Viêt Nam a rejoint l'organisation le 11 janvier 2007, tout comme la Russie, après 19 ans de procédure, Samoa, Vanuatu et le Monténégro les 16 et 17 décembre 2011.
Au second semestre 2017, dans le cadre de la préparation du Brexit, le RU et l'UE doivent présenter une réforme de leurs statuts à l'OMC. Sont notamment en jeu les litiges en cours, comme celui opposant Airbus à Boeing au sujet de subventions.

### Blocage de l'organe d'appel
Sous l’administration de Barack Obama, les États-Unis décidèrent de ne pas reconduire le second mandat du membre de l’organe d’appel des États-Unis, ils présentent alors un autre candidat. Ils s’opposent ensuite à la reconduction du mandat du membre de l'organe d'appel coréen et demandèrent son remplacement.
Depuis 2017, les États-Unis avec la présidence de Donald Trump appliquent systématiquement leur véto à toute nouvelle nomination de juge à l'organe d'appel (OA), de l'Organe de règlement des différends, organe d'appel composé de sept juges nommés pour un mandat de quatre ans, renouvelable une fois. La nomination des juges se prenant par consensus comme beaucoup de décisions à l'OMC, un seul État, en l'occurrence ici les États-Unis, peut bloquer seul leur nomination. Depuis octobre 2018, le quorum de trois membres est tout juste atteint. Avec l'expiration du mandat des juges déjà en place, le tribunal d'appel est incapable d'opérer à partir du 11 décembre 2019 car il ne dispose plus du minimum de trois membres nécessaire pour pouvoir prendre en charge une affaire,,. Le rôle de l'OMC est dès lors réduit à celui d'organe de concertation sur les règles commerciales,. Cette mise à l'arrêt de l'organe d'appel de l'Organe de règlement des différends se réalise en parallèle, d'une montée en puissance d'accord régionaux durant les années 2010.
Certains ont vu dans Werner Zdouc, chef du secrétariat de l'Organe d'appel de l'OMC de 2006 à 2020, une raison des critiques américaines à l'encontre de l'Organe d'appel et de son interprétation excessive des règles, sa démission a été considérée comme un moyen de calmer l'administration Trump.
En juin 2022, l'OMC permet un accord sur divers sujets comme la levée temporaire des brevets sur les vaccins anti-Covid pour les pays en développement, la suppression de subventions contribuant à la pêche illicite et aux stocks surexploités ou encore contre les restrictions à l’exportation de denrées alimentaires.

## Champ d'application
L'OMC remplit principalement cinq fonctions :
- gérer les accords commerciaux multilatéraux ;
- servir d'enceinte pour de nouvelles négociations ;
- régler les différends entre les membres ;
- examiner les politiques commerciales nationales ;
- coopérer avec les autres organismes internationaux (FMI, BIRD, etc.).

L’OMC est avant tout un cadre de négociation, un lieu où les gouvernements membres se rendent pour essayer de résoudre les problèmes commerciaux qui existent entre eux. L'OMC s'occupe des politiques relatives au commerce des marchandises (dumping, subventions, mesures sanitaires, etc.), et des services (Accord général sur le commerce des services (AGCS)), des biens agricoles (ASA) et industriels, et de la propriété intellectuelle (Aspects des droits de propriété intellectuelle qui touchent au commerce (ADPIC)).
L'OMC a été créé, comme le GATT, dans un objectif de libéralisation des échanges commerciaux entre les pays. Pour ce faire, le commerce au sein des membres de l'OMC est régi par le principe de non-discrimination du commerce et celui des concessions tarifaires. Le principe de non-discrimination des échanges commerciaux s'appuie sur le concept de clause de la nation la plus favorisée, qui interdit un traitement plus favorable à un produit venant d'un pays plutôt qu'un autre pays. Il s'appuie également sur la clause du traitement national qui interdit d'avoir un traitement différent entre un produit étranger et un produit national. La clause de la nation la plus favorisée induit que si une baisse des droits de douane est concédé aux produits d'un pays, l'ensemble des autres membres doivent avoir leurs produits sujets à cette baisse de droits de douane. Cependant il existe bon nombre d'exceptions. L'OMC a dans ses objectifs la réduction des restrictions quantitatives (quotas, licences et prix minimal), de dumping et des subventions à l'exportation. Enfin l'OMC a pour objectif de rendre public les politiques commerciales nationales, pour faire respecter un principe de transparence dans le commerce international. Pour ce faire les pays membres doivent notifier à l'OMC leurs lois et mesures qui sont susceptibles d'avoir une incidence sur le commerce international. Ainsi un Organe d'examen des politiques commerciales (OEPC).

### Accords
Il existe plus de cent accords définissant les règles de fonctionnement de l'OMC. Le principal accord est l'Accord cadre instituant l'OMC.
Trois accords importants définissent les règles du commerce dans le domaine des marchandises, des services et de la propriété intellectuelle :
- Accord général sur les tarifs douaniers et le commerce (GATT), toujours en vigueur mais appelé désormais « GATT 1994 »[59] ;
- Accord général sur le commerce des services (AGCS, en anglais GATS) ;
- Accord sur les Aspects des droits de propriété intellectuelle qui touchent au commerce (ADPIC, en anglais TRIPS).

Deux autres accords portent sur le mécanisme d'examen des politiques commerciales, concerne l'examen de la politique commerciale des gouvernements (MEPC) et le Mémorandum d'accord sur les règles et procédures régissant le règlement des différends. Ces 5 accords constituent l'engagement unique que les membres se doivent de respecter
De nombreux accords complémentaires et annexes contiennent des prescriptions plus précises pour certains secteurs ou pour certaines questions comme l'accord sur l'agriculture, l'Accord sur l'application des mesures sanitaires et phytosanitaires (SPS), l'accord sur les mesures concernant l'investissement et liées au commerce (en anglais TRIMs) ou l'accord sur les obstacles techniques liés au commerce (en anglais TBT).
Il existe des accords dit « plurilatéraux » dans des domaines plus spécifiques et qui ne concernent qu'un nombre limité de pays. Il s'agit : des aéronefs civils et les marchés publics. L'arrangement international relatif au secteur laitier et l'arrangement relatif à la viande bovine sont deux accords ont été signé en même temps que les accords créant l'OMC et ils ont pris fin en septembre 1997.
Mais l'OMC ne s'emploie pas seulement à libéraliser le commerce, et dans certaines circonstances, ses règles peuvent favoriser le maintien d'obstacles au commerce – par exemple pour protéger les consommateurs ou empêcher la propagation d'une maladie. Cela n'a cependant pas empêché l'organe de règlement des différends de l'OMC de pénaliser l'Union européenne pour avoir refusé d'importer du bœuf aux hormones américain.

### Négociations
Les travaux menés actuellement par l'OMC découlent en majeure partie des négociations qui se sont tenues de 1986 à 1994, dénommées le Cycle d'Uruguay, et de négociations antérieures qui ont eu lieu dans le cadre de l'Accord général sur les tarifs douaniers et le commerce (GATT).
Les prises de décisions du GATT et de l'OMC, tant pour de nouveaux accords que pour l'intégration d'un nouveau membre, se font sous forme de consensus, de manière informelle et non sous la forme d'un vote. Dans les rares cas, où un vote est nécessaire, chaque membre possède une voix, sans pondération contrairement à plusieurs institutions des Nations unies. Cette méthode de prise de décision induit une sorte de droits de véto à bon nombre de membres et elle est par certaines critiques perçues comme un frein à la prise de décision.
La méthode de négociation des accords a évolué depuis le GATT, période durant laquelle les accords étaient généralement négociés en petit comité d'États membres les plus influents ou avec un format mettant en négociation de 7 États développés et 7 États en développement, le tout mené par le directeur général de l'OMC, avant d'être présenté aux autres membres, méthode qui est nommée sous le terme de "salon vert" et qui fut par la suite décriée. Les négociations après la création de l'OMC ont adopté des formats plus ouverts et plus formels, notamment liée à l'adhésion de nouveaux membres . L'OMC accueille actuellement de nouvelles négociations, dans le cadre du Programme de Doha pour le développement lancé en 2001.
Les négociations sur les droits de douane porte essentiellement sur le tarif consolidé, c'est-à-dire les droits de douane maximum que les États peuvent imposer, alors que dans la grande majorité des cas les États appliquent un droit de douane très inférieur. De plus, certaines marchandises n'ont pas de droits de douane consolidés et les pays en développement ont davantage de marchandises sans droits de douane consolidé que les pays développés. Au début des années 2010, les droits de douane des pays en développement sont généralement plus importants que les droits de douane des pays développés. De même, les biens agricoles sont généralement des droits de douane plus important que les bien non agricoles.

### Exceptions et clause de non-application
L'OMC connait de nombreuses exceptions à ses principes de libération du commerce international.
La première de ces exceptions concerne les pays en développement qui ont un traitement spécial et différencié. Cela concerne les 3/4 des pays et près de 30 % du commerce mondial. Ce traitement préférentiel permet la non-réciprocité des protections tarifaires entre les pays en développement et les pays en développement en faveur des pays en développement. Un autre traitement préférentiel est le Système généralisé de préférences (SGP). Concrètement cela se traduit par des permissions de subventions à l'exportation, des délais plus longs pour mettre en place certaines obligations commerciales ou certaines réductions de droits de douane, une assistance technique, des transferts de technologie.
La deuxième exception importante est celle des instances d'intégration régionales, c'est-à-dire les unions douanières, les marchés communs, les zones de libre-échange, a qui l'OMC et le GATT avant elle, a concédé une exception à la clause de la nation la plus favorisée,.
En cas d'arbitrage, plusieurs clauses d'exception peuvent être revendiqués pour ne pas appliquer les règles de l'OMC, notamment liée à des questions de moralité publique, de protection de la santé ou de l'environnement, liées à la fabrication dans des centres pénitentiaires, de protection de biens culturels exceptionnels, de ressources naturelles épuisables, liés à un produit de base ou encore lors de pénuries.
Les États-Unis ont demandé une dérogation spéciale lors de la création de l'OMC concernant les mesures incompatibles avec les règles de l'OMC et du GATT, ayant été prise avant la création du GATT en 1947. Cette dérogation spéciale est notamment liée pour préserver le Jones Act, loi de 1920, qui oblige les bateaux faisant du cabotage aux États-Unis à être construits aux États-Unis, à battre pavillon américain, à être détenue par un Américain et à avoir un équipage américain.
Les produits pétroliers et énergétiques sont peu ou pas soumis aux règles de l'OMC. Une grande partie des pays producteurs d'hydrocarbures ont eu une admission à l'OMC ou au GATT tardive (Russie, Arabie Saoudite) ou ne sont toujours pas dans l'OMC (Iran, Irak, Algérie, Turkménistan, Libye). Le mode de fonctionnement de l'OPEP pour contrôler le marché d'hydrocarbure fonctionne sur la restriction sur la production pétrolière, alors que l'OMC interdit juste que les restrictions et les tarifications sur les exportations). L'accession de l'Arabie Saoudite et de la Russie a l'OMC a seulement induit la suppression de subventions à la consommation intérieure de produits pétroliers.
En 1951, les États-Unis votent une loi interdisant l'application du principe de nation la plus favorisée, aux pays communistes. L'amendement Jackson-Vanik (en) est une disposition législative des États-Unis voté en 1974 et mis en place en 1975 qui permet de ne pas appliquer la notion de la nation la plus favorisée à un certain nombre de pays qui ne permettent pas l'émigration. Des dérogations ont été décidées par le président américain, pour permettre l'application du principe de nation la plus favorisée, au cas par cas, mais elles étaient généralement examinées annuellement par le Congrès. Quand un certain nombre de pays communistes ont intégré le GATT puis l'OMC, ces dispositions sont généralement supprimées, mais après un certain temps, de par la nécessité d'avoir l'accord du Congrès.
Si le boycott d'Israël, mis en place en 1954, n'est pas un élément qui est en contradiction directe avec les règles de l'OMC, il est devenu une problématique importante notamment depuis qu'Israël est devenue membre du GATT en 1962, que l'Égypte est entré dans le GATT en 1970, avant de faire sa paix avec Israël. Le boycott d'Israël, incluant le boycott de la production israélienne, mais également le boycott des entreprises faisant des affaires avec Israël, c'est le boycott secondaire, et également les entreprises dont les États où elles sont domiciliées font des affaires avec Israël, dît boycott tertiaire. Ce sont le boycott secondaire et tertiaire qui induisent le plus de discussion au sein du GATT et de l'OMC. Ainsi si, en 1995, dans la législation des États-Unis permettant la création de l'OMC, les États-Unis annoncent qu'ils s'opposent à toute adhésion à l'OMC de pays boycottant Israël, l'adhésion de l'Arabie saoudite, induit seulement l'arrêt du boycott secondaire et tertiaire par cette dernière. Les États-Unis ont par la suite ralenti de manière importante, le processus d'adhésion à l'OMC de la Libye, de l'Iran et de la Syrie de par le boycott d'Israël.Lors de l'adhésion de l'Arménie à l'OMC, la Turquie a invoqué la clause de non-application à son égard.
Dans le domaine agricole, il existe de nombreuses exceptions permettant des restrictions commerciales contraire au règles usuelles de l'OMC. Une partie de ces exceptions date d'avant la création de l'OMC, ainsi les États-Unis ont des dispenses depuis 1955 permettant de restreindre certaines importations agricoles. Mais de manière plus générale, l'OMC et avant cela le GATT ont accordé la possibilité de politiques plus protectionnistes dans le domaine agricole que dans le domaine industriel, par exemple en permettant les subventions à l'exportation de denrées agricoles.

### Règlement des différents
L'OMC s'est dotée d'un pouvoir juridictionnel, l'Organe de règlement des différends (ORD), auprès duquel les pays qui s'estiment lésés par la politique commerciale d'autres pays peuvent porter plainte. Cette procédure est une nette évolution par rapport aux arbitrages mis en place durant le GATT, qui avaient une dimension bien plus conciliatoire par rapport aux arbitrages de l'OMC et qui n'était pas construit autour d'un organe unique et homogène mais autour de différents règlements des différends. De plus lors de la création de l'OMC, les pays membres ont renoncé à prendre des sanctions commerciales envers d'autres membres sans l'aval de l'OMC, chose qui avait cours durant la période du GATT.
Entre 1995 et 2011, il y a eu 427 différends déposés, dont 232 sont allés jusqu'à la création d'un groupe spécial et 146 sont allés jusqu'au dépôt du rapport du groupe spécial. Le reste des différends ont soit été abandonnés, soit ont été l'objet d'un accord entre les parties. En moyenne, environ 25 différends par an sont déposés à l'organe de règlement, chiffre bien plus élevé durant les premières années de l'OMC, avec 36,5 différends par an entre 1995 et 2000 avant de fortement diminuer passant en moyenne à 9,2 différends par an entre 2007 et 2012. La plupart des différends étaient déposés par des pays développés, de par leurs moyens financiers et en termes de connaissance pour déposer un arbitrage et de par leurs acquis commerciaux à défendre, mais cette tendance s'estompe avec le temps. Au total environ 73 % des différends impliquaient l'Union européenne ou les États-Unis, en tant que plaignant ou défenseurs, entre 1995 et 2012. Les différends entre l'Union européenne et les États-Unis représentaient 14,1 % des plaintes entre 1995 et 2012, en nette diminution sur la fin de la période. Et les différends entre la Chine (admise en 2001) et les États-Unis ont représenté 11,4 % des différends de la période 1995 à 2012. Les différends entre 1995 et 2012 portent à 88 % sur des questions de commerces de marchandise, le restant portant sur des questions de propriétés intellectuelles et sur les services. De manière plus fine, la législation douanière des États-Unis est le sujet qui a induit le plus grand nombre de plaintes entre 1995 et 2012, suivie par la politique agricole de l'Union européenne.
Les juges des groupes spéciaux et de l'organe d'appel sont des juristes, choisis par le secrétariat de l'OMC. Les juges des groupes spéciaux et de l'organe d'appel ne peuvent être de la nationalité d'un État engagé dans ce différend, que cet État soit plaignant, défenseur ou une tierce partie. L'organe d'appel est composé de 7 membres ayant un mandat de 4 ans. La très grande majorité des procédures des différends font l'objet d'appel, alors qu'il était initialement prévu pour être un organe utilisé exceptionnellement.
Lorsque la procédure d'arbitrage conclut qu'un État membre s'est soustrait aux règles de l'OMC, l'arbitrage n'a pas la capacité juridique de défaire les décisions nationales contraires aux règles de l'OMC, mais seulement d'autoriser des mesures de rétorsion, pour équilibrer la situation et pour inciter l'État membre en question à changer ses actions ou sa législation. L'autorisation de rétorsion reste cependant tout à fait exceptionnelle puisque seulement en moyenne une procédure sur 25 débouche sur ce cas de figure, soit 17 fois entre 1994 et 2012.
L'institution s'est particulièrement illustrée dans le long contentieux fiscal des subventions à l'exportation par deux affaires commerciales qui ont défrayé la chronique jurisprudentielle de l'OMC (Airbus contre Boeing et Boeing contre Airbus).

### Informer sur les politiques commerciales nationales
Un des rôles de l'OMC est d'informer ses membres des différentes politiques commerciales des autres États membres. Cette mission d'information a pour finalité de faciliter les connaissances sur les politiques générales et donc de possibles négociations futures, mais aussi d'aider aux règlements des conflits en permettant l'accès d'information sur les infractions des États membres.
Les États membres, qui doivent lui notifier leur changement dans leur politique commerciale. Cette obligation de notification de nombreuses politiques commerciales n'est respecté que très partiellement par les États membres, environ la moitié des États membres ne notifiant pas leur politique commerciale, notamment les pays en développement et les Pays les moins avancés. L'OMC possède un service d'assistance technique, qui vise entre autres à aider les pays ayant peu de moyenss à notifier leur politique commerciale.
Ainsi l'Organe d’examen des politiques commerciales (OPEC) est l'instance de l'OMC visant à faire des rapports et à enquêter sur les politiques commerciales des États membres. L'OPEC a été créé à la fin de l'année 1989,. Ces enquêtes portent sur les politiques économiques, la législation commerciale et l'économie de l'État membre. Ces rapports sont principalement menés par le secrétariat de l'OMC, alors que durant les premières années de l'OMC, il y avait un rapport effectué par l'État membre et un par le secrétariat, alors que durant la période du GATT, les rapports étaient uniquement publiés par l'État membre, ils ont principalement une vocation de description et non de conseil ou jugement sur les politiques commerciales. L'ensemble de ces rapports sont publics et ne peuvent pas être utilisés dans le cadre du règlement d'un différend. Les rapports sont réalisés tous les 2, 4 et 6 ans, en fonction de l'importance commerciale des États,,. En moyenne, l'OPEC effectue une quinzaine de rapports portant au total sur une vingtaine de membres. L'OPEC est l'objet d'une évaluation régulière induisant des réformes.
À partir de 2006, dans le cadre du cycle de Doha, l'OMC a adopté un système d'évaluation et de suivi des accords de libre-échange qui se multipliaient les années précédentes, système appelé "mécanisme pour la transparence". En 2009, une base de données des accords de libre-échange est associée à ce système, sous le nom de "système d’information sur les accords commerciaux régionaux" (SI-ACR). En 2012, une deuxième base de données est créée portant sur les accords préférentiels.

### Coopération avec les autres organisations internationales
Certaines organisations internationales ont le statut d'observateur dans le Conseil général de l'OMC. Ce sont : le FMI, la CNUCED, le Centre du commerce international, l'ONU, la FAO, l'OCDE, la Banque mondiale et l'Organisation mondiale de la propriété intellectuelle. Par ailleurs, un grand nombre d'organisations internationales disposent d'un statut d'observateur dans l'un des organes et conseils moins importants de l'OMC.
Lors de la création de l'OMC en 1995, la coopération avec les autres organisations internationales est explicitement inscrite dans les accords instituant l'OMC Par ailleurs, le directeur général de l'OMC est membre du Conseil des chefs de secrétariat des organismes des Nations unies, qui réunit les directeurs et secrétaires généraux des institutions liées à l'ONU. L'OMC publie régulièrement des rapports en coopération avec d'autres institutions comme avec l'OMS, l'OIT, l'OMPI, la CNUCED ou encore l'OCDE.
Cependant l'OMC ne fait pas partie du système des Nations unies, en étant pleinement indépendant celui-ci, ainsi elle n'est pas une organisation spécialisée des Nations unies. Cette indépendance s'explique par la création tourmentée du GATT à la place de l'Organisation internationale du commerce, qui devait être une institution des Nations unies, indépendance qui s'est petit à petit renforcée au cours de l'histoire du GATT, avant que la création de l'OMC, comme institution, marque officiellement cette indépendance. Une des conséquences de ce statut particulier est que les membres de l'OMC diffèrent de ceux de l'ONU, et qu'être un État, n'induit pas l'adhésion à l'OMC et qu'à l'inverse l'adhésion à l'OMC est possible pour des entités non étatiques, comme l'Union européenne, Hong Kong ou Macao.
Une autre conséquence de ce statut particulier a été la rivalité dans les années 1960 à 1980 entre le GATT et la CNUCED, institution du système des Nations unies gérant le commerce et le développement des pays en développement, institution qui comme l'ONU, est souvent vue comme plus proche des pays en développement. Cependant la coopération et l'interdépendance entre l'OMC et la CNUCED s'est intensifié au fil des années.
Si les missions de l'OIT (qui a occupé les mêmes bâtiments que l'OMC, le Centre William-Rappard) et de l'OMC sont souvent présentées comme antinomiques dans leurs finalités, ils coopèrent cependant notamment dans la production de rapports et ils se distinguent surtout par l'absence de moyen de coercition de l'OIT pour faire adopter ses conventions, alors que l'OMC a une organisation de résolution des différends.
Le FMI et la Banque mondiale ont signé des accords dans les années 1990 pour renforcer leur coopération avec l'OMC.
Les relations avec l'UNESCO sont historiquement basées sur l'accord de Florence de 1950, qui supprime les droits douaniers sur les biens culturels. L'adoption de la Convention sur la protection et la promotion de la diversité des expressions culturelles dans les années 2000 a mis en problématique le lien entre la diversité culturelle et la mondialisation.
Les rapports entre l'OMS et l'OMC portent sur des nombreuses questions avec des objectifs divergents, portés sur la santé d'un côté et sur une approche économique et commerciale de l'autre. Ces problématiques ont nécessité une coopération particulière entre les secrétariats de deux institutions. Les principales questions entrant sur le périmètre des deux institutions portent sur l'alimentation, le tabac, l'alcool et la propriété intellectuelle des produits pharmaceutiques.

## Organisation
Les négociations de l'OMC demandent des moyens importants pour pouvoir être suivies efficacement par les membres de l'organisation (juristes, experts, etc.). L'OMC fonctionne sur un mode démocratique au sens où chaque État représente une voix, quel que soit son poids politique ou économique.

### Instances
L'OMC possède plusieurs instances à son sein. En simplifiant, l'OMC est organisée de deux manières avec un ensemble d'organes décisionnels dirigés par les délégations des États membres et le secrétariat dirigé le directeur général. Il existe sur un certain nombre de sujets un organe décisionnel qui possède une division homonyme du secrétariat

#### Institutions des États membres
Le plus important des organes décisionnels est la Conférence ministérielle, qui se réunit une fois tous les 2 ans,, mais peut se réunir lors d'une session extraordinaire. Elle est composée de l'ensemble des ministres du commerce des pays membres et elle n'est pas dirigée par le directeur général de l'OMC mais par le ministre du commerce du pays hôte,. La Conférence ministérielle a un pouvoir de compétence générale au sein de l'OMC, approuve l'adhésion d'un nouveau membre, nomme le directeur général de l'OMC et supervise différents comités.
En dehors de cette conférence, le Conseil général est l'organe décisionnel le plus important, qui supervise plusieurs autres conseils,, notamment le Comité des négociations commerciales, chargé des négociations commerciales sur de nouvelles questions, qui est elle présidée par le directeur général. La présidence du Conseil général est décidée par roulement et dure une année. Il est composé d'un représentant pour chaque pays membres. Le Conseil général se réunit une fois par mois. Il dispose de la compétence budgétaire, des relations avec les autres institutions internationales et assure ainsi le rôle de pouvoir exécutif de l'OMC.
Chaque accord thématique majeur de l'OMC, possède un conseil ou comité subsidiaire, par exemple, il existe un conseil supervisant les accords du GATT et un autre conseil supervisant l'accord général sur le commerce des services.

#### Secrétariat
Le rôle du secrétariat a pour rôle d'accueillir physiquement les délégations des États membres et d'assurer la traduction entre les délégations. Il a également pour rôle de conseiller, d'informer et de documenter les membres de l'OMC, par exemple en produisant des statistiques et des études, mais aussi en conseillant directement les États membres lors des négociations. De facto, le secrétariat n'a pas pour rôle de critiquer un État membre ou de fixer une politique commerciale à la place des États membres.
Le secrétariat possède plusieurs structures ayant une certaine autonomie notamment l’Organe d’appel des différends, mais de manière plus anecdotique le Fonds pour l’application des normes et le développement du commerce et le Cadre intégré renforcé, deux structures de coopérations; incluant plusieurs organisations internationales; visant à aider les pays les moins développés. Le Cadre intégré renforcé (ou Enhanced Integrated Framework en anglais) a été créé en 1997 et élargi en 2006.
Le secrétariat de l'OMC compte 677 salariés en 2012 (contre environ 550 au début des années 2000), soit moins que beaucoup d'autres institutions internationales similaires. La féminisation de ses postes est de 54,5 % en 2011 contre 52,8 % en 2001. La nationalité la plus représentée dans les postes secrétariat sont les Français avec 188 ressortissants en 2011, suivi par les Britanniques avec 69 ressortissants , les Espagnols avec 43 ressortissants puis seulement les Suisses avec 38 ressortissants. L'OMC dans son ensemble, avec les employés des délégations des États membres compte environ 1 200 postes.

##### Directeur général
Le secrétariat est dirigé par le directeur général, mais le poste de directeur général n'a pas de fonction clairement définie. C'est la Conférence ministérielle qui définit ses pouvoirs, attributions et conditions de son mandat. Le mandat de secrétariat dure 4 ans, renouvelable une fois. Le secrétariat dispose de quatre directeurs adjoints.
| Portrait              | Identité              | Nationalité   | Période            | Période       |
| Portrait              | Identité              | Nationalité   | Début              | Fin           |
| --------------------- | --------------------- | ------------- | ------------------ | ------------- |
| Peter Sutherland      | Peter Sutherland      | Irlandais     | 1er janvier 1995   | 1995          |
| Renato Ruggiero       | Renato Ruggiero       | Italien       | 1er mai 1995       | 1999          |
| Mike Moore            | Mike Moore            | Néo-zélandais | 1999               | 2002          |
| Supachai Panitchpakdi | Supachai Panitchpakdi | Thaïlandais   | 1er septembre 2002 | 2005          |
| Pascal Lamy, 2024.    | Pascal Lamy           | Français      | septembre 2005     | 1er août 2013 |
| Roberto Azevêdo       | Roberto Azevêdo       | Brésilien     | 1er septembre 2013 | 31 août 2020  |
| Ngozi Okonjo-Iweala   | Ngozi Okonjo-Iweala   | Nigériane     | 1er mars 2021      | En cours      |

La première nomination du directeur général de l'OMC a nécessité 9 mois de discussion, ce qui a induit l'intérim de Peter Sutherland pendant ce temps, finalement Renato Ruggiero a été élu à la condition qu'un non-européen soit élu au mandat suivant.
En 1999, la campagne pour le poste de Directeur général opposait Mike Moore et Supachai Panitchpakdi. Ne pouvant être départagé, David Hartridge devient directeur général par intérim, avant qu'un compromis soit fait entre les deux candidats, Mike Moore deviendrait directeur général pendant 3 ans, suivi de Supachai Panitchpakdi, pendant également 3 ans,.
En 2002, une réforme de la procédure de désignation du directeur général est mise en place à la suite de ces difficultés. Cette réforme définit un calendrier pour les différentes étapes de la désignation (présentation, campagne, etc.). L'élection du directeur général n'est pas réalisé par un vote formel, mais par un processus où chaque État membre définit ses candidats préférés à un comité spécial, qui synthétise les avis et écarte les candidats les moins consensuels, puis renouvèle le processus, en recontactant les États membres et en écartant les candidats les moins consensuels.
Le poste de directeur général est resté vacant plus de cinq mois après le départ de Roberto Azevêdo, le 1er septembre 2020. Le 15 février 2021 est nommée directrice générale l’économiste nigériane Ngozi Okonjo-Iweala. Cette nomination survient après plusieurs mois d'attente, notamment du fait du blocage de la candidature de l'économiste nigériane par l'administration Trump.

### Budget
La contribution de chaque État membre est calculé à partir de la contribution de cet État au commerce mondial sur les 3 dernières années.
Le budget du GATT était de 25 millions de dollars en 1980 et de 70 millions de dollars en 1994, juste avant la création de l'OMC. Le budget de l'OMC était de 132,9 millions francs suisses en 2001 et de 194,3 millions de francs suisses en 2011. Soit une augmentation annuelle de 4,2 % entre 2001 et 2011 .
| N°     | Pays         | Contributions en franc suisse | %        |
| ------ | ------------ | ----------------------------- | -------- |
| 1      | États-Unis   | 22 660 405                    | 11,59 %  |
| 2      | Chine        | 19 737 680                    | 10,10 %  |
| 3      | Allemagne    | 13 882 455                    | 7,10 %   |
| 4      | Japon        | 7 896 245                     | 4,04 %   |
| 5      | Royaume-Uni  | 7 446 595                     | 3,81 %   |
| 6      | France       | 7 440 730                     | 3,81 %   |
| 7      | Corée du Sud | 5 777 025                     | 2,96 %   |
| 8      | Pays-Bas     | 5 745 745                     | 2,94 %   |
| 9      | Hong Kong    | 5 427 080                     | 2,78 %   |
| 10     | Italie       | 5 096 685                     | 2,61 %   |
| Autres | Autres       | 94 389 355                    | 48,28 %  |
| Total  | Total        | 195 500 000                   | 100,00 % |

### Siège
Le siège de l'OMC est situé à Genève dans le Centre William-Rappard. Ce complexe est occupé initialement à moitié par le GATT, puis il est ensuite dédié en totalité à l'OMC, à partir de sa création. Le centre est l'objet de plusieurs agrandissements.

### Membres et observateurs
À sa création l'OMC comptait 128 membres, nombre qui est passé à 158 membres et 25 candidats en 2015. L’OMC regroupe actuellement 164 pays membres et des observateurs. Les observateurs peuvent être des États en cours d'adhésion ou des organisations internationales comme le FMI et la Banque mondiale.
L'adhésion à l'OMC est un processus beaucoup plus long que les autres institutions internationales comme le Fonds monétaire international, la Banque mondiale ou encore les Nations unies. De même, l'adhésion à l'OMC est bien plus longue et induit bien plus de concession et de garantie du pays qui adhère, que d'adhésion au temps du GATT, de par les nouvelles thématiques traitées par l'OMC. De même les premières adhésions à l'OMC ont été plus courtes que les suivantes. L'adhésion à l'OMC de la Chine a ainsi duré plus de 15 ans. L'adhésion commence dans un premier temps par un dossier où le pays candidat décrit son système économique et commercial et l'incidence de sa candidature sur le système commercial international, et où il répond aux questions des États membres de l'OMC, avant que sa candidature soit validée par le Conseil général. Dans une deuxième phase, il négocie avec les États membres de l'OMC collectivement puis bilatéralement, d'engagements commerciaux. Avant que son dossier de candidature soit validé par la Conférence ministérielle à une majorité de 2/3 des États membres, mais où de facto chaque membre de l'OMC a un pouvoir de veto sur l'accession d'un nouveau membre,. Cela induit que les pays accédant à l'OMC doivent faire des concessions importantes, plus importantes souvent que les pays membres de l'OMC de longue date.
Les membres de l'OMC pendant les négociations se réunissent informellement en groupe, blocs, coalitions ou forums, comme le Groupe des 90, le G20, les BRICS, les pays membres de l'OCDE, le G7, le groupe quadrilatéral (UE, USA, Canada et Japon), ou encore le groupe de Cairns, le G22, le "Groupe des produits tropicaux", le "groupe Coton-4", le G33, l'AMNA 11, les "Amis des négociations antidumping" et les "Amis du poisson", etc.

#### Membres de l’OMC
L'OMC compte 166 membres. Ceux-ci peuvent être des États, des territoires douaniers pleinement autonomes et l'Union européenne. Les membres sont les suivants (entre parenthèses, la date d'entrée dans l'OMC) :
| Afghanistan (29 juillet 2016) Afrique du Sud (1er janvier 1995), Albanie (8 septembre 2000), Allemagne (1er janvier 1995), Angola (23 novembre 1996), Antigua-et-Barbuda (1er janvier 1995), Arabie saoudite (11 décembre 2005), Argentine (1er janvier 1995), Arménie (5 février 2003), Australie (1er janvier 1995), Autriche (1er janvier 1995), Bahreïn (1er janvier 1995), Bangladesh (1er janvier 1995), Barbade (1er janvier 1995), Belgique (1er janvier 1995), Belize (1er janvier 1995), Bénin (22 février 1996), Birmanie (1er janvier 1995), Bolivie (12 septembre 1995), Botswana (31 mai 1995), Brésil (1er janvier 1995), Brunei (1er janvier 1995), Bulgarie (1er décembre 1996), Burkina Faso (3 juin 1995), Burundi (23 juillet 1995), Cambodge (13 octobre 2004), Cameroun (13 décembre 1995), Canada (1er janvier 1995), Cap-Vert (23 juillet 2008), Chili (1er janvier 1995), Chine (11 décembre 2001), Chypre (30 juillet 1995), Colombie (30 avril 1995), Comores (21 août 2024), République du Congo (27 mars 1997), Corée du Sud (1er janvier 1995), Costa Rica (1er janvier 1995), Côte d'Ivoire (1er janvier 1995), Croatie (30 novembre 2000), Cuba (20 avril 1995), Danemark (1er janvier 1995), Djibouti (31 mai 1995), Dominique (1er janvier 1995), Égypte (30 juin 1995), Émirats arabes unis (10 avril 1996), Équateur (21 janvier 1996), Espagne (1er janvier 1995), Estonie (13 novembre 1999), Eswatini (1er janvier 1995), États-Unis (1er janvier 1995), Fidji (14 janvier 1996), Finlande (1er janvier 1995), France (1er janvier 1995), Gabon (1er janvier 1995), Gambie (23 octobre 1996), Géorgie (14 juin 2000), Ghana (1er janvier 1995), | Grèce (1er janvier 1995), Grenade (22 février 1996), Guatemala (21 juillet 1995), Guinée (25 octobre 1995), Guinée-Bissau (31 mai 1995), Guyana (1er janvier 1995), Haïti (30 janvier 1996), Honduras (1er janvier 1995), Hong Kong (1er janvier 1995), Hongrie (1er janvier 1995), Inde (1er janvier 1995), Indonésie (1er janvier 1995), Irlande (1er janvier 1995), Islande (1er janvier 1995), Israël (21 avril 1995), Italie (1er janvier 1995), Jamaïque (9 mars 1995), Japon (1er janvier 1995), Jordanie (11 avril 2000), Kazakhstan (30 novembre 2015) Kenya (1er janvier 1995), Kirghizistan (20 décembre 1998), Koweït (1er janvier 1995), Laos (2 février 2013), Lettonie (10 février 1999), Lesotho (31 mai 1995), Liberia (14 juillet 2016), Liechtenstein (1er septembre 1995), Lituanie (31 mai 2001), Luxembourg (1er janvier 1995), Macao (1er janvier 1995), Macédoine du Nord (4 avril 2003), Madagascar (17 novembre 1995), Malaisie (1er janvier 1995), Malawi (31 mai 1995), Maldives (31 mai 1995), Mali (31 mai 1995), Malte (1er janvier 1995), Maroc (1er janvier 1995), Maurice (1er janvier 1995), Mauritanie (31 mai 1995), Mexique (1er janvier 1995), Moldavie (26 juillet 2001), Mongolie (29 janvier 1997), Monténégro (29 avril 2012), Mozambique (26 août 1995), Namibie (1er janvier 1995), Népal (23 avril 2004), Nicaragua (3 septembre 1995), Niger (13 décembre 1996), Nigeria (1er janvier 1995), Norvège (1er janvier 1995), Nouvelle-Zélande (1er janvier 1995), Oman (9 novembre 2000), Ouganda (1er janvier 1995), Pakistan (1er janvier 1995), Panama (6 septembre 1997), Papouasie-Nouvelle-Guinée (9 juin 1996), | Paraguay (1er janvier 1995), Pays-Bas (1er janvier 1995), Pérou (1er janvier 1995), Philippines (1er janvier 1995), Pologne (1er juillet 1995), Portugal (1er janvier 1995), Qatar (13 janvier 1996), Roumanie (1er janvier 1995), Royaume-Uni (1er janvier 1995), Russie (22 août 2012), Rwanda (22 mai 1996), République centrafricaine (31 mai 1995), République dominicaine (9 mars 1995), République démocratique du Congo (1er janvier 1997), République tchèque (1er janvier 1995), Saint-Christophe-et-Niévès (21 février 1996), Sainte-Lucie (1er janvier 1995), Saint-Vincent-et-les-Grenadines (1er janvier 1995), Îles Salomon (26 juillet 1996), Salvador (7 mai 1995), Samoa (10 mai 2012), Sénégal (1er janvier 1995), Seychelles (26 avril 2015), Sierra Leone (23 juillet 1995), Singapour (1er janvier 1995), Slovaquie (1er janvier 1995), Slovénie (30 juillet 1995), Sri Lanka (1er janvier 1995), Suède (1er janvier 1995), Suisse (1er juillet 1995), Suriname (1er janvier 1995), Tadjikistan (2 mars 2013), Tanzanie (1er janvier 1995), Taïwan (sous le nom de « chinese Taïpei ») (1er janvier 2002), Tchad (19 octobre 1996), Thaïlande (1er janvier 1995), Timor oriental (30 août 2024), Togo (31 mai 1995), Tonga (27 juillet 2007), Trinité-et-Tobago (1er mars 1995), Tunisie (29 mars 1995), Turquie (26 mars 1995), Ukraine (5 février 2008), Union européenne (1er janvier 1995), Uruguay (1er janvier 1995), Vanuatu (24 août 2012), Venezuela (1er janvier 1995), Vietnam (11 janvier 2007), Yémen (26 juin 2014), Zambie (1er janvier 1995), Zimbabwe (5 mars 1995) |

Territoires couverts par l'adhésion d'un pays
- États-Unis : Porto Rico
- Pays-Bas : Bonaire, Saba, Saint-Eustache, Curaçao et Saint-Martin.
- France : Martinique, Guadeloupe, Guyane, La Réunion, Saint-Martin, Saint-Barthélemy

#### Pays observateurs

##### Candidats
Les pays suivants sont candidats et possèdent le statut d'observateur :
| - Algérie (3 juin 1987) - Andorre (4 juillet 1997) - Azerbaïdjan (30 juin 1997) - Bahamas (10 mai 2001) - Biélorussie (23 septembre 1993) - Bhoutan (17 septembre 1999) - Bosnie-Herzégovine (17 mai 1999) - Curaçao (3 mars 2020) | - Éthiopie (13 janvier 2003) - Guinée équatoriale (19 février 2007) - Irak (30 septembre 2004) - Iran (19 juillet 1996) - Liban (30 janvier 1999) - Libye (10 juin 2004) - Ouzbékistan (8 décembre 1994) | - Sao Tomé-et-Principe (14 janvier 2005) - Serbie (10 décembre 2004) - Somalie (7 décembre 2016) - Soudan (11 octobre 1994) - Soudan du Sud (5 décembre 2017) - Syrie (4 mai 2010) - Turkménistan (22 juillet 2020) |

##### Non-candidats
- Vatican : Le Saint-Siège est observateur sans être candidat.

#### Non-membres

##### États souverains
Les pays suivants ne sont ni candidats, ni observateurs :
- Îles Cook
- Corée du Nord
- Érythrée
- Kiribati
- Îles Marshall
- États fédérés de Micronésie
- Nauru
- Niue
- Palaos
- Tuvalu
- Monaco : La principauté de Monaco fait partie intégrante du territoire douanier de l'Union européenne[169].
- Saint-Marin : La République de Saint-Marin et l'Union européenne ont ratifié un Accord de coopération et d'union douanière le 28 mars 2002. Cet accord concerne les produits relevant des chapitres 1 à 97 du tarif douanier commun, à l'exception des produits visés par le traité instituant la Communauté européenne du charbon et de l'acier[170].

##### Dépendances exclues de l'adhésion
Les entités suivantes sont rattachées à des pays et exclues de l'adhésion :
- Pays-Bas : Aruba
- Danemark : Groenland, Îles Féroé
- France : Polynésie française, Nouvelle-Calédonie, Wallis-et-Futuna, Saint-Pierre-et-Miquelon
- Espagne : Ceuta, Melilla
- États-Unis : Îles Vierges des États-Unis, Guam, Îles Mariannes du Nord, Samoa américaines
- Royaume-Uni : Gibraltar, Jersey, Guernesey, Île de Man ainsi que l'intégralité des îles et archipels d'outre-mer
- Nouvelle-Zélande : Tokelau
- Australie : Île Christmas, Îles Cocos

##### États non reconnus internationalement
Les entités suivantes sont contestées et n'ont pas soumis leur candidature :
- Abkhazie
- Chypre du Nord
- Kosovo
- Ossétie du Sud-Alanie
- Palestine
- République arabe sahraouie démocratique
- Somaliland
- Transnistrie

## Critiques

### Relations avec les autres organisations internationales et les domaines connexes au commerce
La création de l'OMC, par rapport au GATT qui ne concernait que les biens marchands, a étendu les domaines de compétence de la régulation internationale en matière de libre échange, ce qui induit des tensions croissantes à mesure que de nouveaux sujets étaient pris en compte par l'OMC, comme les services, l'investissement, les droits intellectuels, l'agriculture qui pouvaient avoir des impacts sur des questions en termes de droits de l'homme, de protection sociale et environnementale, de protection de la santé, de protection sanitaire.
Selon l'historienne Chloé Maurel, les règles de l'OMC s'imposent sur celles des autres organisations internationales. Ainsi, dans le domaine du travail et des droits sociaux, l'OMC n'est pas tenue de respecter les principes de base de l'Organisation internationale du travail (OIT), car son fonctionnement est indépendant de l'OIT. En cas de conflit entre un droit fondamental des travailleurs reconnu par l'OIT et un intérêt commercial garanti par l'OMC, ce serait de facto le principe garanti par un accord conclu dans le cadre de l'OMC qui l'emporterait.
Cette organisation internationale est une de celles qui ont mis en place le plus d'accords pour supprimer les droits de douane entre les pays, mais son action économique se limite à la lutte contre le protectionnisme douanier, l'OMC ne pouvant rien en revanche contre le protectionnisme monétaire et les manipulations de change de certains pays.
Beaucoup critiquent aussi la différence de traitement entre sa capacité à faire appliquer les réformes en matière de commerce (notamment suppression des droits de douane) en comparaison du peu d'intérêt qu'elle manifeste à faire respecter les droits fondamentaux sociaux et éthiques (pas de règle sur les salaires, sur l'environnement, sur les droits syndicaux, etc.).
Sur la question de la protection des données numériques et du commerce électronique, 315 organisations de plus de 90 pays ont signé en avril 2019 une lettre ouverte « contre les règles sur le commerce électronique à l’Organisation mondiale du commerce ». Selon elles, celles-ci constituent « une grave menace pour le développement, les droits humains, la main-d’œuvre et la prospérité partagée dans le monde ». Elles appellent donc les membres de l’OMC à cesser « leur pression pour des négociations sur le commerce électronique et à se concentrer urgemment sur la transformation des règles du commerce international ».

### Critique de la procédure de règlement des différends
Le système de règlement des différends de l'Organisation mondiale du commerce (OMC) est devenu le pilier du système commercial multilatéral et un outil privilégié pour mettre en place des « règles » de libéralisation des échanges. Son pouvoir réside en particulier dans l'Organe de règlement des différends (ORD). En effet, par cet instrument, l'OMC est la seule organisation internationale offrant à ses membres la capacité de sanctionner d'autres États qui ne respectent pas les engagements qu'ils ont pris. L'État qui obtient gain de cause peut pratiquer à l'égard de celui qui perd un « droit de rétorsion » sous forme de sanctions commerciales frappant des secteurs variés. En outre, les experts appelés à juger en première instance ne sont pas des magistrats, et ils sont désignés au cas par cas, à l'encontre du principe d'inamovibilité des magistrats du siège. De plus, les débats de l'ORD se déroulent à huis clos.
Dans le cas des relations commerciales entre États régies par l'OMC, ce sont les intérêts de grands opérateurs privés qui sont directement en cause. De grandes entreprises nationales qui s'estiment lésées par la législation d'un autre État peuvent ainsi entreprendre des pressions pour que des actions soient intentées. Le système en devient donc pervers et ressuscite une « loi du plus fort » en favorisant les lobbies les plus puissants, seuls capables d'initier cette protection. Selon Virgile Pace :

« [L]es grandes multinationales sont tentées de se servir de l'OMC, via les États, pour faire valoir leurs intérêts privés. Il y a là un danger qui ne doit pas être sous-estimé. Les États, sous la pression des lobbies, peuvent être amenés à utiliser le mécanisme de règlement des différends de l'OMC pour s'attaquer à des législations étrangères qui ne servent pas les intérêts des grands groupes privés. »

### Critiques de la part des mouvements altermondialistes
Depuis la fin des années 1990, l'OMC est devenue un des symboles de la mondialisation et de la marchandisation de l'activité humaine. Elle a été l'objet de critiques de la part des mouvements altermondialistes qui lui reprochent de promouvoir la mondialisation de l'économie et la libéralisation du commerce. Les traités signés sont accusés de plus favoriser les entrepreneurs des pays riches que les salariés ou les pays pauvres. Comme l’a reconnu lui-même Pascal Lamy, directeur général de l’OMC de 2005 à 2013, au sujet de l'Accord général sur le commerce des services (AGCS) que promeut l'OMC : « l’AGCS est avant tout un instrument au bénéfice des milieux d’affaires ». C’est ce qu’avait déjà observé dès 1985 la Conférence des Nations unies sur le commerce et le développement (CNUCED, organe de l’ONU) affirmant dans un rapport que « la libéralisation des services profitera essentiellement aux multinationales qui dominent le marché mondial ».
Certains contestent le caractère démocratique de l'OMC en avançant que son mode de fonctionnement favorise les pays riches capables de mener de front des dizaines de dossiers simultanés. Les décisions se prenant en suivant le principe du « Qui ne dit mot consent », les petits pays qui ne disposent que d'un seul représentant pour gérer tous les dossiers seraient donc la plupart du temps consentants malgré eux.

### Critiques libérales
L'OMC est critiquée par les libéraux qui lui reprochent d'organiser non pas le libre-échange, mais la régulation des échanges, et d'être ainsi le reflet des points de vue mercantilistes des hommes politiques,.
Certains économistes, comme Joseph E. Stiglitz, voient dans l'OMC une organisation développant les principes du mercantilisme commercial et dénaturant profondément ceux du libre-échange.